# عبد الواحد حسين
عبد الواحد حسين هو لاعب كرة قدم مالديفي سابق كان يلعب كمدافع.